# 伊沃·安德里奇
伊沃·安德里奇（1892年10月9日—1975年3月13日），原南斯拉夫塞尔维亚-克罗地亚语作家，1961年诺贝尔文学奖得主。
他生于手艺工人家庭；早年参加反对奥地利的民族解放运动，是“青年波斯尼亚”组织成员；一战期间因刺杀奥匈帝国皇储案受牵连，被当局逮捕；战后在外交界任职，做过大使。1911年开始写作，风格承塞尔维亚现实主义文学传统。
主要作品有波斯尼亚三部曲：《德里纳河上的桥》、《特列夫尼克纪事》、《萨拉热窝女郎》。代表作《德里纳河上的桥》描写波斯尼亚人民在外国占领下过的悲惨生活和反抗斗争。

## 主要作品
- 論述、研究方面，目前已知有《波斯尼亞文化史》。
- 小說方面，目前已知有「波斯尼亞三部曲」(《德里納河上的橋》、《特拉夫尼克紀事》、《薩拉熱窩的女人》構成)、《宰相之家》、《邪惡的庭院》、《帕沙的嬪妃》等作品。

### 作品部分中译本
- 《特拉夫尼克纪事》（又名《特拉夫尼克风云》）：郑泽生/吴克礼译，上海译文出版社 1988-11；上海文艺出版社 2017-8
- 《德里纳河上的桥》：周文燕 译，人民文学出版社 1979-1；高韧 译，上海文艺出版社 2017-8
- 《桥・小姐》（即《德里纳河上的桥》和《萨拉热窝女郎》）：高韧 译，漓江出版社，获诺贝尔文学奖作家丛书，2001-7
- 《万恶的庭院》：臧乐安 译，上海译文出版社 2001-12
- 《萨拉热窝女人》：高韧 译，上海文艺出版社 2017-8

### 在台灣的相关出版物
- 諾貝爾文學獎全集編譯委員會/編譯，《伊沃‧安德里奇》，台北市：九五文化，1981年。